# Pascal Bonafoux
Pascal Bonafoux, né à Paris en 1949, est un écrivain et historien de l'art français.
Auteur de nombreux essais consacrés à l'art et pensionnaire de l'Académie de France à Rome en 1980 et 1981, il collabore à divers journaux et revues. Commissaire d'exposition en France et à l'étranger, il a aussi été professeur d’histoire de l’art à l'université Paris VIII.
Il est spécialiste de l'autoportrait, l’Académie française lui décerne le prix Charles Blanc en 1986 pour celui de Rembrandt.

## Biographie
Après sa thèse de doctorat intitulée L'autoportrait dans la peinture occidentale, Pascal Bonafoux est pensionnaire de la villa Médicis, Académie de France à Rome, en 1980 et 1981. Il dirige le bureau des expositions de l’AFAA, ministère des Affaires étrangères, en 1987 et 1988.
Commissaire d’expositions consacrées aux œuvres d’artistes contemporains à Prague, à Dublin, à Bratislava, à Tel Aviv, en Chine, en Corée, etc., il préside le jury des deux premières Biennales du film sur l’art au Centre national d'art et de culture Georges-Pompidou en 1988 et 1990.
Il est conseiller auprès de plusieurs ministres slovaques de la culture après la révolution de Velours tchécoslovaque et reçoit le prix Cena ministra kultúry Slovenskej republiky en 1991.
Journaliste, il collabore à divers journaux et revues dont Le Monde, le Nouvel Observateur, Connaissance des arts, L'Œil, le Magazine littéraire, Art Absolument.
Professeur, il enseigne l’histoire de l'art à l’université Paris-VIII. Il a été également secrétaire général de la Cité internationale des arts et animé depuis des années des cycles de conférences autour de sujets traitant de l’histoire de l’art pour l’organisme de référence Clio.
Il participe également à l'émission Secrets d'Histoire consacrée à Laurent de Médicis, intitulée À Florence, Laurent le Magnifique, diffusée le 3 mai 2016 sur France 2.

## Ouvrages (sélection)
Pascal Bonafoux est l’auteur de nombreux essais sur l’art, il a consacré plusieurs ouvrages à l’impressionnisme.
- Rembrand, autoportrait, Skira, 1985, 159 p. (ISBN 2-605-00067-2)
- Van Gogh : Le soleil en face, Gallimard, 1987, 176 p. (ISBN 978-2070530397)
- Avec Jean-Marie Baron, Cézanne : les natures mortes, Herscher, 1993, 62 p. (ISBN 978-2733502204)
- De Manet à Caillebotte : l’impressionnisme à Gennevilliers, Plume, 1993 (ISBN 978-2908034905)
- Bazille : les plaisirs et les jours, Herscher, 1994, 64 p. (ISBN 978-2733502402)
- Cézanne portrait, Éditions Hazan, 1998, 296 p. (ISBN 978-2850254000)
- Cathelin, Neuchâtel, Éditions Ides et Calendes, 2000, 253 p. (ISBN 978-2825801659)
- Moi je, par soi-même : l'autoportrait au XXe siècle  (préf. Jorge Semprún), Éditions Diane de Selliers, coll. « Synthèses Historiques », 2004, 446 p. (ISBN 2-903656-29-0)
- Chefs-d'œuvre de la Collection Phillips, Gallimard, coll. « Découvertes Gallimard », 2005, 48 p. (ISBN 978-2070319534)
- Rembrandt : Le clair, l'obscur, Gallimard, coll. « Découvertes Gallimard », 2006, 176 p. (ISBN 978-2070327584)
- Correspondances impressionnistes, Éditions Diane de Selliers, coll. « DIANE de Selliers luxe », 2008, 462 p. (ISBN 978-2903656454) (accompagné d’une étude de Pascal Bonafoux « Du côté des peintres », enrichie par les propos et les lettres des artistes et des critiques d’art)
- Renoir, Éditions Éditions Perrin, 2009, 324 p. (ISBN 978-2262027315)
- Monet, peintre de l’eau, Le Chêne, 2010 (ISBN 978-2812303128)
- Dictionnaire de la peinture par les peintres, Éditions Perrin, coll. « Synthèses Historiques », 2012, 400 p. (ISBN 978-2262032784)
- Les Impressionnistes : portraits et confidences, Skira, 2008, 191 p. (ISBN 978-2605000807)
- Les Carnets de Degas, Le Seuil, 2013, 159 p. (ISBN 978-2-7177-2562-9)
- Portraits de Rembrandt, Le Seuil, 2019, 160 p. (ISBN 978-2021385465)
- Autoportraits cachés, Le Seuil, 2020, 240 p. (ISBN 978-2021438857)

## Récompenses et distinctions
- Prix Charles Blanc de l’Académie française en 1986
- Moi Je, par soi-même, l’autoportrait du XXe siècle publié aux Éditions Diane de Selliers en 2004, à l’occasion de l’exposition MOI ! autoportraits du XXe siècle présentée au musée du Luxembourg (Paris) et au musée des Offices (Florence)[6],[7], a été récompensé par de nombreux prix littéraires :
  - Grand prix du Jury de La Nuit du Livre (2004)
  - Salon du Livre 2004
  - Prix Cercle Montherlant (2004)
  - Académie des beaux-arts 2004